# Palaeothamnium
Palaeothamnium,  monotipski rod crvenih algi iz porodice Hapalidiaceae. Jedina vrsta je fosil P. kossovense